# الكشفية والإرشادية في بيلاروسيا
الحركة الكشفية في روسيا البيضاء تتكون من عدد غير معروف من المنظمات المستقلة. هناك على الأقل خمس جمعيات وطنية وكذلك بعض الاتحادات الإقليمية. وبالإضافة إلى ذلك، كان هناك في وقت واحد الكشافة في المنفى في المناطق الحضرية من الولايات المتحدة، وهناك وحدات الكشفية الدولية في الوقت الحاضر في روسيا البيضاء.